# カンポラ・サン・ジョヴァンニ
カンポラ・サン・ジョヴァンニ (Campora San Giovanni) は、イタリア共和国カラブリア州コゼンツァ県アマンテーアに属する人口7,200人の分離集落（フラツィオーネ）。